# Canobbio
Ne doit pas être confondu avec Cannobio en Italie.
Canobbio est une commune suisse du canton du Tessin, située dans le district de Lugano.

Vue aérienne (1948).